# Kaspar Rehrl
Kaspar Rehrl (* 31. Dezember 1809 in Salzburg; † 3. September 1881 in Barton, Washington County, Wisconsin) war ein österreichischer Missionar und Ordensgründer.

## Leben

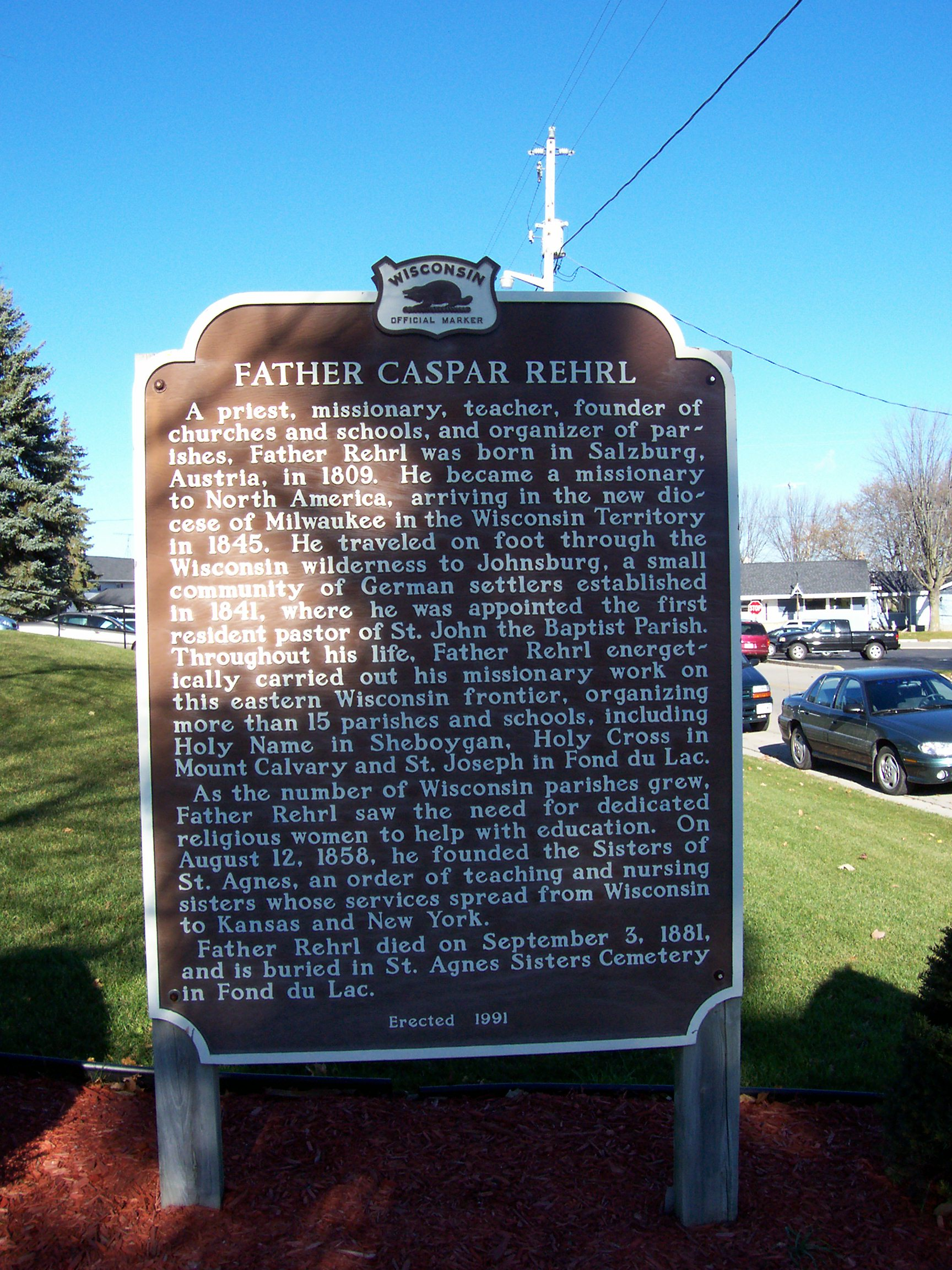
Gedenktafel für Rehrl in Johnsburg, Wisconsin

Kaspar Rehrl wuchs im Salzburger Stadtteil Aigen auf. Er studierte von 1832 bis 1836 Theologie an der Universität Salzburg und empfing bereits im Jahr 1835 das Sakrament der Priesterweihe. Danach war er rund acht Jahre, von 1836 bis 1844, als Seelsorger und Kaplan in verschiedenen Gemeinden der Erzdiözese Salzburg tätig.
Mit finanzieller Unterstützung der römisch-katholischen Leopoldinenstiftung reiste Rehrl im Jahr 1845 in die Vereinigten Staaten, wo er sich im Wisconsin-Territorium niederließ. In den kommenden Jahren zeichnete Rehrl, der in den USA mit dem englischen Vornamen Caspar bekannt wurde, für die Betreuung von nicht weniger als 32 Gemeinden, darunter in Sheboygan, Manitowoc und Green Bay, verantwortlich. Bereits 1845 wurde er der erste Priester der im Jahr 1841 von Deutschen gegründeten Pfarrkirche St. Johannes der Täufer (St. John the Baptist) in Johnsburg, Fond du Lac County, Wisconsin. Auch gründete Rehrl Schulen und Kirchen, um die sich selbst Städte bildeten. Das bekannteste Beispiel hierfür war die Kleinstadt Mount Calvary.
Am 12. August 1858 gründete Rehrl die St.-Agnes-Schulschwestern, ein Orden, der zunächst in Barton und Umgebung wirkte und heute Klöster in Kansas und New York führt. 1875 wurde die Kongregation vom Vatikan und Papst Pius IX. offiziell anerkannt.
Kaspar Rehrl, der im Alter von 71 Jahren starb, liegt am St. Agnes Sisters Cemetery in Fond du Lac, Wisconsin begraben. Er trägt die Ehrentitel Apostel von Calumet County und Apostel des Winnebagolandes.